# Северный (Кемеровская область)
Северный — посёлок в Новокузнецком районе Кемеровской области. Входит в состав Красулинского сельского поселения.

## География
Центральная часть населённого пункта расположена на высоте 339 метров над уровнем моря.

## Население
По данным Всероссийской переписи населения 2010 года, в посёлке Северный проживает 464 человека (220 мужчин, 244 женщины).